# Liste der niederländischen Abgeordneten zum EU-Parlament (1984–1989)
Die Liste der niederländischen Abgeordneten zum EU-Parlament (1984–1989) listet alle niederländischen Mitglieder des 2. Europäischen Parlaments nach der Europawahl in den Niederlanden 1984.

## Mandatsstärke der Parteien
- SOC: 9
- RBW: 2
- LD/LDR: 5
- NI: 1
- EVP: 8

| Nationale Partei | Mandate | Fraktion |
| --- | ------- | --- |
| Partij van de Arbeid (PvdA)                                                                                                  | 09      | Sozialdemokratische Fraktion (SOC) |
| Christen-Democratisch Appèl (CDA)                                                                                            | 08      | Fraktion der Europäischen Volkspartei (EVP) |
| Volkspartij voor Vrijheid en Democratie (VVD)                                                                                | 05      | Liberale und Demokratische Fraktion (LD)Liberale und Demokratische Reformfraktion (LDR) (ab 1985) |
| Groen Progressief Akkoord (GPA)                                                                                              | 02      | Regenbogenfraktion (RBW) |
| Staatkundig Gereformeerde Partij (SGP), 000Gereformeerd Politiek Verbond (GPV), 000Reformatorische Politieke Federatie (RPF) | 01      | Fraktionslose Abgeordnete (NI)Fraktion für die technische Koordinierung und Verteidigung der 000unabhängigen Gruppen und Mitglieder (CTDI) (Sep. 1987–Nov. 1987)Fraktionslose Abgeordnete (NI) (ab Nov. 1987) |
| Gesamt | 25      | |

## Abgeordnete
| Bild | MEP                         | von              | bis               | Partei      | Fraktion | Anmerkungen                                                                     |
| ---- | --------------------------- | ---------------- | ----------------- | ----------- | -------- | ------------------------------------------------------------------------------- |
|      | Bouke Beumer                | 24. Juli 1984    | 24. Juli 1989     | CDA         | EVP      |                                                                                 |
|      | Elise Boot                  | 24. Juli 1984    | 24. Juli 1989     | CDA         | EVP      |                                                                                 |
|      | Bob Cohen                   | 24. Juli 1984    | 24. Juli 1989     | PvdA        | SOC      |                                                                                 |
|      | Pam Cornelissen             | 24. Juli 1984    | 24. Juli 1989     | CDA         | EVP      |                                                                                 |
|      | Hedy d’Ancona               | 24. Juli 1984    | 24. Juli 1989     | PvdA        | SOC      |                                                                                 |
|      | Piet Dankert                | 24. Juli 1984    | 24. Juli 1989     | PvdA        | SOC      |                                                                                 |
|      | Gijs de Vries               | 24. Juli 1984    | 24. Juli 1989     | VVD         | LD/LDR   |                                                                                 |
|      | Jim Janssen van Raaij       | 5. November 1986 | 24. Juli 1989     | CDA         | EVP      | Nachgerückt für Yvonne van Rooy                                                 |
|      | Jessica Larive              | 24. Juli 1984    | 24. Juli 1989     | VVD         | LD/LDR   |                                                                                 |
|      | Hendrik Jan Louwes          | 24. Juli 1984    | 24. Juli 1989     | VVD         | LD/LDR   |                                                                                 |
|      | Hanja Maij-Weggen           | 24. Juli 1984    | 24. Juli 1989     | CDA         | EVP      |                                                                                 |
|      | Alman Metten                | 24. Juli 1984    | 24. Juli 1989     | PvdA        | SOC      |                                                                                 |
|      | Hemmo Muntingh              | 24. Juli 1984    | 24. Juli 1989     | PvdA        | SOC      |                                                                                 |
|      | Hans Nord                   | 24. Juli 1984    | 24. Juli 1989     | VVD         | LD/LDR   |                                                                                 |
|      | Jean Penders                | 24. Juli 1984    | 24. Juli 1989     | CDA         | EVP      |                                                                                 |
|      | Teun Tolman                 | 24. Juli 1984    | 24. Juli 1989     | CDA         | EVP      |                                                                                 |
|      | Ien van den Heuvel-de Blank | 24. Juli 1984    | 24. Juli 1989     | PvdA        | SOC      |                                                                                 |
|      | Bram van der Lek            | 24. Juli 1984    | 24. Juli 1989     | GPA         | RBW      |                                                                                 |
|      | Leen van der Waal           | 24. Juli 1984    | 24. Juli 1989     | SGP–GPV–RPF | NICTDINI | Fraktionsbeitritt am 17. September 1987, Fraktionsaustritt am 17. November 1987 |
|      | Nel van Dijk                | 31. Januar 1987  | 24. Juli 1989     | GPA         | RBW      | Nachgerückt für Herman Verbeek                                                  |
|      | Yvonne van Rooy             | 24. Juli 1984    | 28. Oktober 1986  | CDA         | EVP      | Nachrücker: Jim Janssen van Raaij                                               |
|      | Herman Verbeek              | 24. Juli 1984    | 16. Dezember 1986 | GPA         | RBW      | Nachrücker: Nel van Dijk                                                        |
|      | Wim Vergeer                 | 24. Juli 1984    | 24. Juli 1989     | CDA         | EVP      |                                                                                 |
|      | Phili Viehoff               | 24. Juli 1984    | 24. Juli 1989     | PvdA        | SOC      |                                                                                 |
|      | Ben Visser                  | 24. Juli 1984    | 24. Juli 1989     | PvdA        | SOC      |                                                                                 |
|      | Florus Wijsenbeek           | 24. Juli 1984    | 24. Juli 1989     | VVD         | LD/LDR   |                                                                                 |
|      | Eisso Woltjer               | 24. Juli 1984    | 24. Juli 1989     | PvdA        | SOC      |                                                                                 |